# Come il vento (film)
Come il vento è un film del 2013 scritto e diretto da Marco Simon Puccioni, ispirato ad una storia vera ed incentrato sulla vita di Armida Miserere, una delle prime donne direttrici di carcere, interpretata da Valeria Golino.
Il film è stato presentato in anteprima fuori concorso all'edizione 2013 del Festival Internazionale del Film di Roma.

## Trama
1989, Lodi. Armida Miserere è una delle prime donne a dirigere un carcere, Umberto Mormile è un educatore nel penitenziario di Milano. Vivono insieme in una casa tra le due città, alternando lavoro e vita familiare, sognano di avere un figlio. Un giorno di primavera, Umberto viene ucciso mentre si reca al lavoro in macchina: il mondo di Armida va a pezzi e deve trovare in se stessa la forza di continuare. Elaborata la perdita di Umberto, Armida accetta di andare in prima linea nei carceri più pericolosi del Paese. Applica la legge senza farsi mai intimidire, mentre tenta in tutti i modi di rimanere umana continuando a cercare amore. 2001, Milano: Armida scopre la verità, Umberto è stato ucciso per non essersi lasciato corrompere da un boss, ma il fango che i pentiti gettano sul suo uomo è per lei insopportabile.

## Produzione
Il film è stato girato nel corso del 2012 ed ha avuto come luoghi di ripresa numerose località italiane, soprattutto in Puglia e in Toscana. Come set in Toscana sono state utilizzate la città di Grosseto e l'isola di Pianosa; mentre in Puglia le riprese si sono svolte tra Taranto, Foggia, Lesina, Lucera e Volturara Appula. Altre scene sono state girate a Casacalenda, in Molise, luogo d'origine di Armida Miserere, a Civitavecchia, a Palermo, a Sulmona, a San Benedetto del Tronto, a Lodi e ad Ancona.

## Distribuzione
L'uscita nelle sale italiane è avvenuta il 28 novembre 2013, distribuito da Ambi Pictures.

## Riconoscimenti
- 2014 - Nastro d'argento
  - Candidatura Migliore sceneggiatura  a Nicola Lusardi, Marco Simon Puccioni e Heidrun Schleef
  - Candidatura Migliore attrice protagonista a Valeria Golino
  - Candidatura Migliore fotografia a Gherardo Gossi
  - Candidatura Migliore sonoro in presa diretta a Guido Spizzico
- 2014 - Bari International Film Festival
  - Premio Anna Magnani - Miglior attrice protagonista a Valeria Golino
  - Premio Giuseppe Rotunno - Miglior direttore della fotografia a Gherardo Gossi